# تبريد متغير التدفق
تكييف VRF أو VRV هو “VARIABLE REFRIGERANT VOLUME” نظام حديث ومتطور لتكييف الهواء، ويعتبر ميلاد جديد لأنظمة التبريد ذات الكفاءة العالية في العالم.
بدون شك سيغير ويدخل ضمن منظومات التكييف للبنايات ذات الأحمال التبريدية المختلفة، وسيزود مدى واسع لتطبيقات مختلفة لتكييف الفنادق والأبراج والمدارس والدوائر الحكومية والمنازل وغيرها، مع بساطة التحكم والسيطرة.
تم اكتشافه وتطويره في اليابان لشركة دايكن (Daikin) عام 1982م وتوالت الشركات الأخرى بإنتاج هذا النظام مع انتشار التكنولوجيا الخاصة به، ولكن بأسماء مختلفة (VRF) لماركات كثيرة مشهورة، مثل (L.G “Multi-v” – Midea – Samsung- Gree -Toshiba – Mitsubishi)

## مكونات تكييف VRV أو VRF وطريقة عمل النظام!
يتكون تكييف VRF أو VRV من وحدة خارجية (outdoor) واحدة، توصل مع أكثر من وحدة داخلية (indoor) بمختلف اشكالها، مثل: المخفي، الكاسيت، الجداري، إلخ..
تعمل الضواغط أو الكمبريسور بتقنية الانفرتر (Inverter) أو الديجيتال (Digital) بحسب المسميات لكلاً من شركات التكييف المصنعة لهذا النظام، بطرق غير تقليديه، حيث تحتوي هذه الأنظمة على بوردات أو لوح الكترونية ذكية تستقبل جميع البيانات الخاصة بالوحدات الداخلية والاحمال التبريدية المطلوبة لكلا منها، ومن ثم ترسل هذه البيانات “الحمل التبريدي المطلوب” للضواغط، مما يعمل على تقنين وتقليل صرفيات الطاقة كثيرًا من مثيلاتها من الأنظمة.
شبكة تمديد النحاس بين الوحدات الداخلية والخارجية من الممكن ان تصل الي 1000 متر “100 عمودي + 900 افقي” مما يوفر حلول في البنايات والابراج المرتفعة على عدم تخصيص دور للخدمات التي توضع به الوحدات الخارجية. ربط أكثر من وحدة داخلية بوحدة خارجية واحدة يساعد في توفير مساحات الاسطح وعدم تكدس الوحدات الخارجية على أسطح البنايات والمنازل.

### لماذا نظام تكييف VRF أو VRV هو الأفضل في الوقت الحالي ؟
تكييف VRF يعد من الحلول العصرية المتكاملة، حيث انه حقق المعادلة الأساسية التالية:
- الأقل في استهلاك الطاقة حتى الآن مقارنة بأي نظام تكييف اخر،
- تقليل الأعطال بنسبة كبيرة، لأنه يقلل من حجم الإكسسوارات المستعملة مقارنة بالأنظمة الأخرى.
- اكتشاف الأعطال وتحديدها الكترونيا عن طريق النظام، ويمكن ربط النظام بالأنترنت لاستقبال الاشعارات والاعطال قبل حدوثها.
- تقليل حجم الضوضاء والاهتزازات الناتجة عن الوحدات الخارجية.